# La Loterie de l'amour
Pour plus de détails, voir Fiche technique et Distribution.
La Loterie de l'amour (The Love Lottery) est un film anglais réalisé en 1953 par Charles Crichton et sorti dans ce pays en janvier 1954.

## Synopsis
Une vedette d'Hollywood se retrouve être le premier prix d'une loterie.

## Fiche technique
- Titre original : The Love Lottery
- Titre français : La Loterie de l'amour
- Réalisation : Charles Crichton
- Scénario : Harry Kurnitz
- Dialogues additionnels : Monja Danischewsky
- Direction artistique : Thomas N. Morahan
- Costumes : Anthony Mendleson
- Photographie : Douglas Slocombe
- Son : Stephen Dalby
- Montage : Seth Holt
- Musique : Benjamin Frankel
- Production : Monja Danischewsky
- Production déléguée : Michael Balcon
- Société de production : Ealing Studios, Michael Balcon Productions
- Société de distribution :  General Film Distributors ;  Victory Films
- Pays d'origine :  Royaume-Uni
- Langue originale : anglais
- Format : couleur (Technicolor) — 35 mm — 1,37:1 — son Mono RCA Sound System
- Genre : Comédie
- Durée : 89 minutes
- Dates de sortie : 
  - Royaume-Uni : janvier 1954
  - France : 16 juillet 1954

## Distribution
- David Niven : Rex Allerton, une star de l'écran adulé des femmes
- Peggy Cummins : Sally, la gagnante du concours
- Anne Vernon : Jane Dubois, une jeune femme dont Rex tombe amoureux
- Herbert Lom : Amico
- Charles Victor : Jennings
- Gordon Jackson : Ralph
- Felix Aylmer : Winant
- Hugh McDermott : Rodney Wheeler
- Stanley Maxted : Stanton
- Eugene Deckers : Vernet
- Marcel Poncin : le prêtre
- Humphrey Bogart : lui-même  (caméo - non crédité)